# Temnaspis fissum
Temnaspis fissum är en kräftdjursart som först beskrevs av Darwin 1851.  Temnaspis fissum ingår i släktet Temnaspis och familjen Poecilasmatidae.

## Underarter
Arten delas in i följande underarter:
- T. f. hawaiense
- T. f. fissum